# Zephyrosaurus
Zephyrosaurus schaffi
Genre
Espèce
Zephyrosaurus (« lézard du zéphyr ») était un genre de petit dinosaure ornithopode herbivore du Crétacé inférieur (Albien) daté d'environ 112 millions d'années, qui habitait l'Amérique du Nord. 

## Présentation
Tout juste haut d'un mètre et long de deux, il avait un rôle important dans la chaîne alimentaire du Crétacé, étant probablement à la base de l'alimentation de plusieurs carnivores[réf. nécessaire].
Certains scientifiques pensent qu'il était capable de kinésie crânienne, ou l'habileté de faire bouger ses mâchoires dans d'autres directions que le haut et le bas. Cette hypothèse vient du fait que l'usure présentée par certaines dents semble n'avoir pu être causée autrement que par un mouvement latéral de la mâchoire.
On n'en connaît qu'une espèce, Zephyrosaurus schaffi, signalée dans la formation de Cloverly, États-Unis (Montana).